# Mecaphesa arida
Mecaphesa arida là một loài nhện trong họ Thomisidae.
Loài này thuộc chi Mecaphesa. Mecaphesa arida được miêu tả năm 1970 bởi Suman.